# Nicolae Pisoski
Nicolae Pisoski (n. 1810, Botoșani, Moldova – d. 14 martie 1888, Botoșani, România) a fost un maior, deputat, pașoptist și unionist român. În Moldova, Pisoski făcând parte din Statul Major Princiar l-a propus pe Alexandru Ioan Cuza ca domnitor el întrunind consensul a fost ales de Adunarea Electivă pe data de 5 ianuarie 1859 în unanimitate de voturi. A fost prieten cu Vasile Alecsandri, care îl mai numea „moș Pisoi”, acesta i-a compus și o poezie.